# Vedena Cove
Die Vedena Cove (englisch; bulgarisch залив Ведена saliw Wedena) ist eine 1,73 km breite und 0,56 km lange Bucht an der Nordwestküste von Smith Island im Archipel der Südlichen Shetlandinseln. Sie liegt westlich des Delyan Point.
Bulgarische Wissenschaftler kartierten sie 2008. Die bulgarische Kommission für Antarktische Geographische Namen benannte sie im selben Jahr nach dem Fluss Wedena im Westen Bulgariens.